# Катеніно (село)
Катеніно (рос. Катенино) — село у Варненському районі Челябінської області Російської Федерації.
Входить до складу муніципального утворення Катенинське сільське поселення. Населення становить 980 осіб (2010).

## Історія
Від 27 лютого 1927 року належить до Варненського району, спочатку у складі Троїцького округу Уральської області, а відтак — Челябінської області.
Згідно із законом від 9 липня 2004 року органом місцевого самоврядування є Катенинське сільське поселення.

## Населення
| 2002 | 2010 |
| ---- | ---- |
| 972  | ↗980 |